# Боффа, Пол
Сэр Пол Боффа (мальт. Paul Boffa; 30 июня 1890, Биргу, колония Мальта — 6 июля 1962, Паола, колония Мальта) — мальтийский государственный деятель, премьер-министр Мальты (1947—1950).

## Биография
В 1912 году окончил медицинский факультет Королевского университета Мальты; получил степень доктора медицины. Во время Первой мировой войны служил в Королевском медицинском корпусе на Мальте, в Салониках и на санитарных судах. После войны работал врачом общей практики в Паоле.
В 1921 году вступил в ряды Лейбористской партии, а в 1924 году был избран в Законодательное собрание. В 1927 году был избран председателем Лейбористской партии. В 1936—1939 годах был членом Исполнительного совета. Во время Второй мировой войны служил врачом. На первых послевоенных выборах (1945) вновь избирается в парламент страны.
В 1947—1950 годах — премьер-министр Мальты как британской колонии. Правительство Боффы начало создание социальной системы на островах, улучшив системы начального образования и пенсионного обеспечения. Однако разногласии между пробританским Боффой и более националистическим Минтоффом привели к расколу партии в 1949 году, в результате чего Боффа со своими сторонниками образовал Мальтийскую рабочую партию, которая с 1950 по 1955 год формировала недолговечные правительства с консервативными националистами. В 1950 году проиграл парламентские выборы и ушёл в отставку.
В 1951—1955 годах — министр здравоохранения и социальных служб в кабинете Джорджа Оливера.
В 1955 году ушёл из политики по состоянию здоровья. В 1956 году был возведён королевой Елизаветой II в рыцарское достоинство.